# Illimani
O Illimani (ou Ilimani) é a segunda montanha mais alta da Bolívia e é conhecida como sendo a montanha de cartão postal e plano de fundo da cidade de La Paz, e a maior altitude da Cordilheira Real (lembrando que o cume mais alto da Bolívia é o Sajama, mas este se encontra na Cordilheira Ocidental, a outra cadeia montanhosa alta da Bolívia). Atinge os 6438 m de altitude.
O contraste entre o vale em que se encontra a cidade de La Paz e o extenso e branco Illimani é surpreendente, e fica difícil imaginar La Paz sem a gigantesca montanha ao olhar para o sudeste da cidade. As distâncias entre a capital boliviana e as alturas, entre a cultura urbana e a andina são mínimas, e em poucos lugares do mundo encontramos uma combinação como em La Paz. Os crepúsculos vespertinos de La Paz são um espetáculo: enquanto a cidade começa escurecendo em toda sua extensão, o Illimani vai passando por diferentes tons de cores até extinguir-se todo colorido no branco pálido e eterno que são as neves e gelos do nevado (naturalmente, quando o alvorecer se aproxima o processo é inverso).

## Geografia e Geomorfologia
O Illimani e é formado principalmente de granodiorito, intrusionado durante as eras mezozoicas e no terciário nas rochas sedimentárias que compõem a Cordilheira Real. Possui grandes geleiras, a partir da altura de 5.000m na face norte, sendo o último nevado ao sul da Cordilheira Real. O degelo dessas geleiras conforma a vegetação ao redor da montanha, que tem toda a parte nordeste com vales úmidos e profundos, com base abaixo de 1500m, os Yungas.

## Aquecimento Global e Degelo
Por ser próximo de grandes centros povoados e profusamente glaciado, o Illimani permite o acompanhamento do degelo causado pelo aquecimento global, o qual tem consequências diretas na população que vive no entorno. Apesar de que o recuo das geleiras é registrado desde 1850, se observou um aceleração nos últimos anos, com registro de que entre 1980 e 2010 as geleiras dessa montanha se reduziram entre 20 a 30%. Estima-se que todas as geleiras abaixo de 5.400m desaparecerão até 2030, da mesma forma que a geleira do Nevado Chacaltaya (também da Cordilheira Real, mas mais próximo a La Paz), onde funcionava uma estação de esqui até 2010, foi extinta depois de dezoito mil anos. A mudança do ritmo das chuvas também trazem preocupações aos habitantes dos vales vizinhos que observam mudanças nas características da água que desce da montanha, assim como variação de temperaturas.

## Acidente aéreo
O Illimani foi o local onde ocorreu em 1985 o acidente aéreo do Voo Eastern Air Lines 980, até hoje a colisão com o solo em voo controlado mais alta já registrada. Como em outros acidentes em geleiras, os destroços são carregados e reaparecem vários anos mais tarde em locais mais baixos. No caso do 980, destroços começaram a ser recuperados em 2006, sendo que a busca pela caixa preta e outros materiais que permitam esclarecer as circunstancias do desastre ainda se revelou infrutífera.

## Montanhismo
Foram encontradas cordas de origem aimará a uma altura de cerca de 6.000m, de forma que ascensões pré-colombianas no Illimani não podem ser descartadas. Nos tempos modernos, as primeiras tentativas foram em 1877, com o pico tendo sido finalmente conquistado em 1898, por William Martin Conway e dois guias italianos, J.A. Maquignaz and L. Pellissier. Hoje a via mais utilizada percorre o flanco sudoeste da montanha. Usualmente junho, julho e agosto são os melhores meses, com menor precipitação. Dentre os brasileiros que já escalaram o Illimani estão Gustavo Guimarães, Luis Antonio Felber, Julianu Lorne, Cláudia Bento, Eduardo Tonetti, Marcelo Delvaux, Luis Valério Pedrosa Cavalieri, Maria Tereza Ulbrich, Waldemar Niclewicz, Pedro Hauck, Paula Kapp, Bruno Versiani, Pedro Manuel Martins, Gustavo Belitarto,  Fábio Rogério, Léo Moreira, Marcos Frank Costa e Silva (Acre/Brasil) além do argentino-brasileiro Máximo Kausch